# 訃報 2025年8月
訃報 2025年8月（ふほう 2025ねん8がつ）においては、2025年8月の物故者（メディアによる報道ならびに関係する機関もしくは団体・法人などから伝達・告知が実施された人物を含む）についてまとめるものとする。

## 1日 - 15日

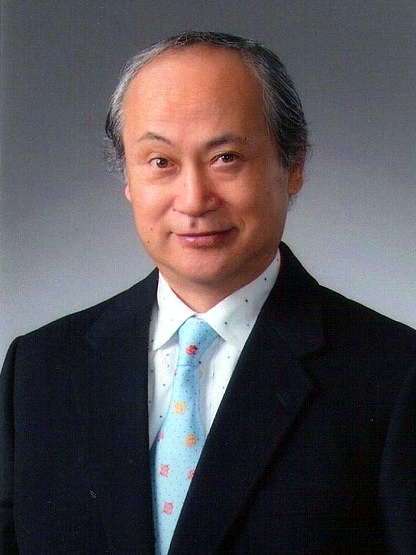
絹谷幸二／8月1日没

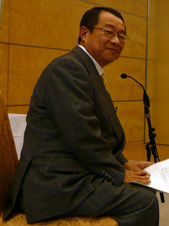
栗村智／8月2日没

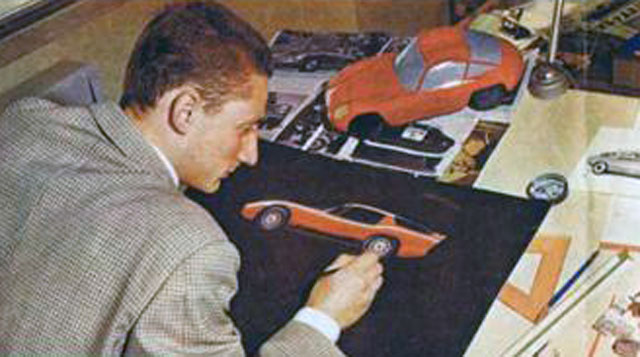
エルコーレ・スパーダ／8月3日没

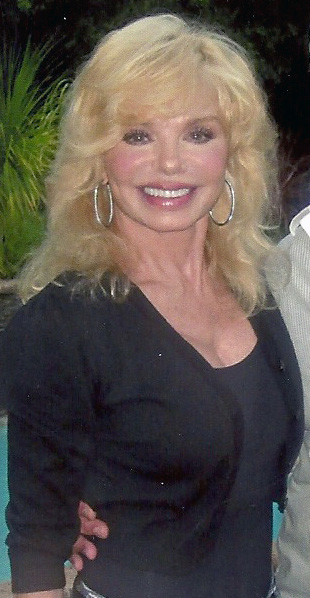
ロニ・アンダーソン／8月3日没

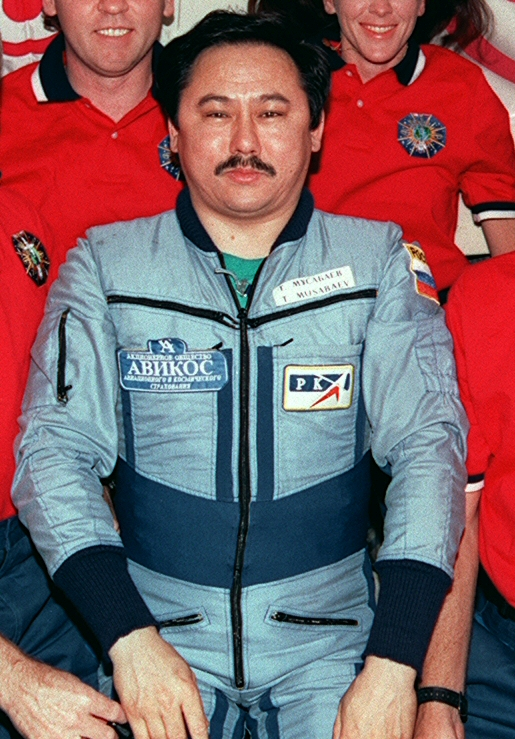
タルガト・ムサバエフ／8月4日没

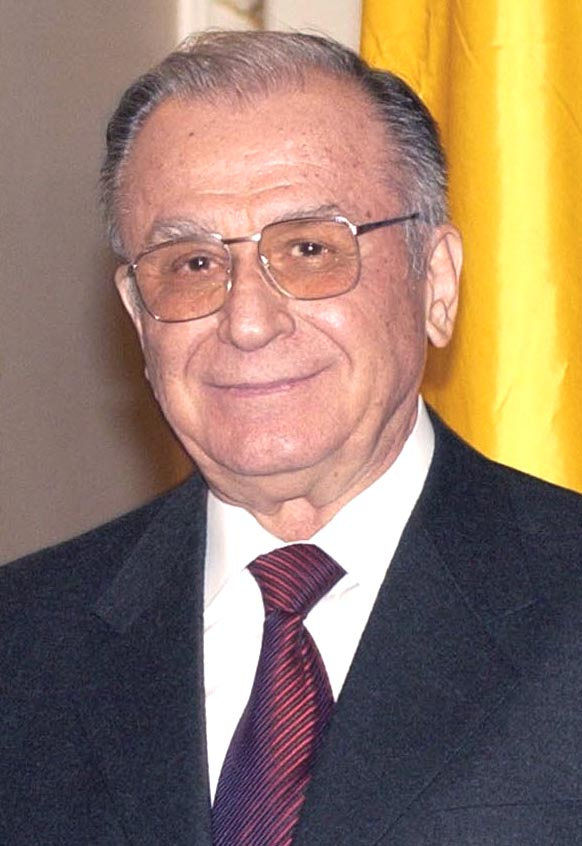
イオン・イリエスク／8月5日没

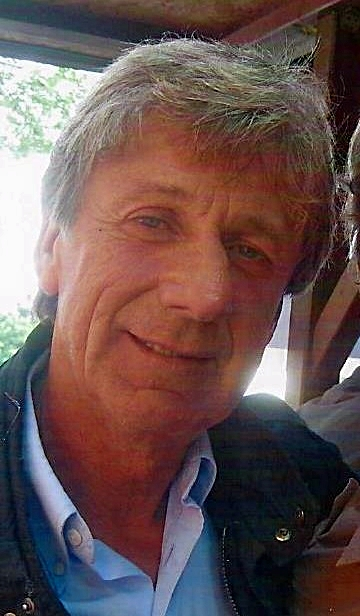
フランク・ミル／8月5日没

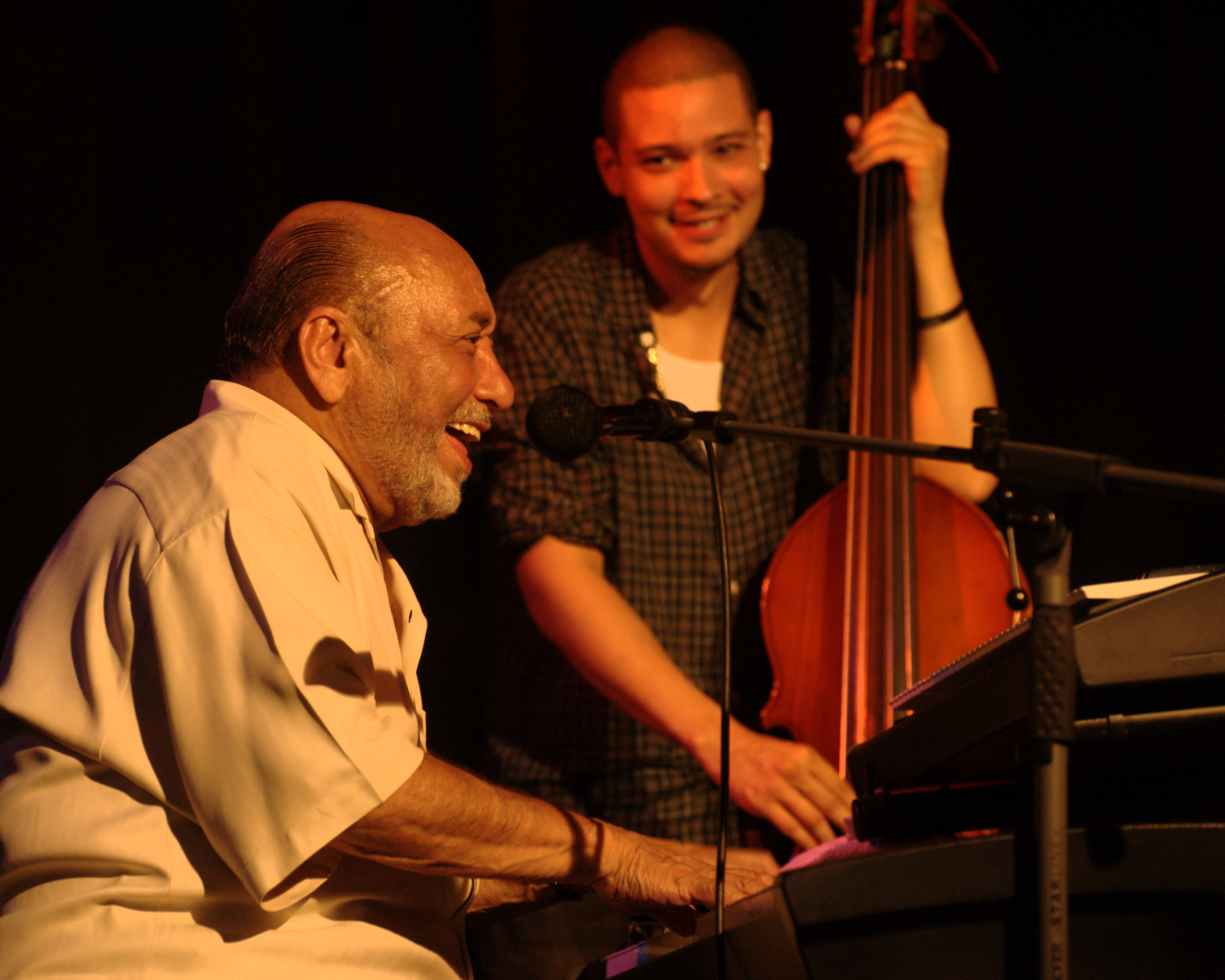
エディ・パルミエリ（左）／8月6日没

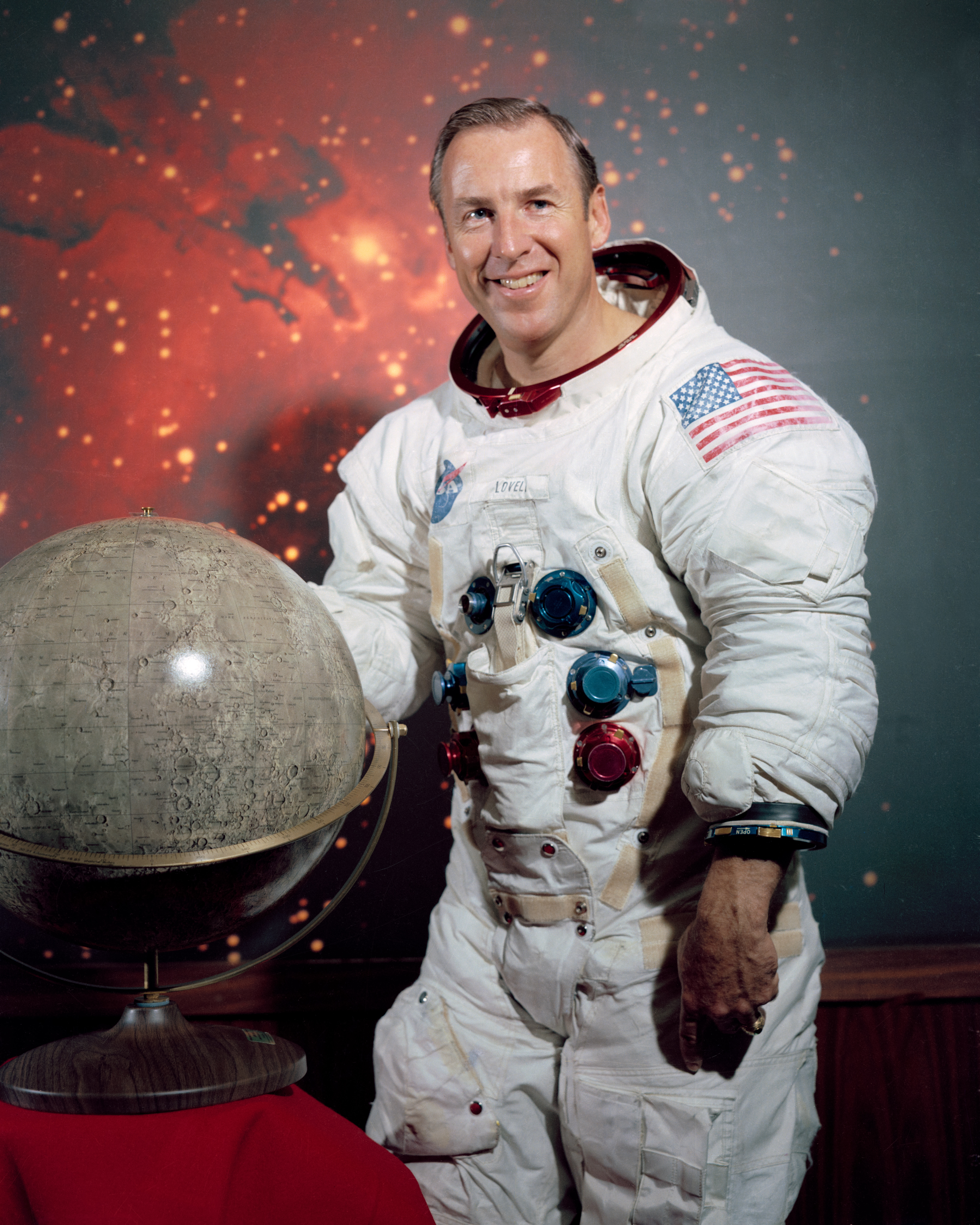
ジム・ラヴェル／8月7日没

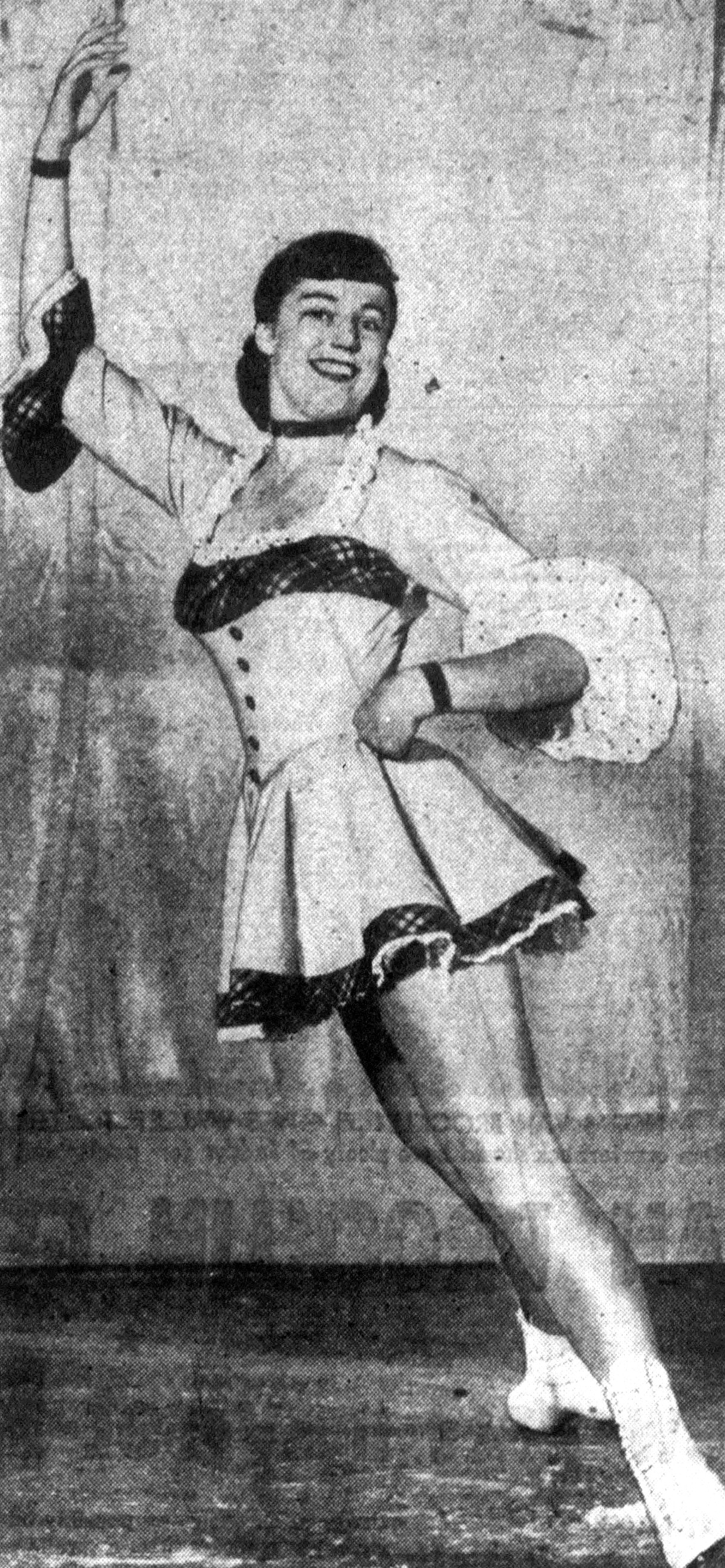
ソニア・ダンフィールド／8月7日没

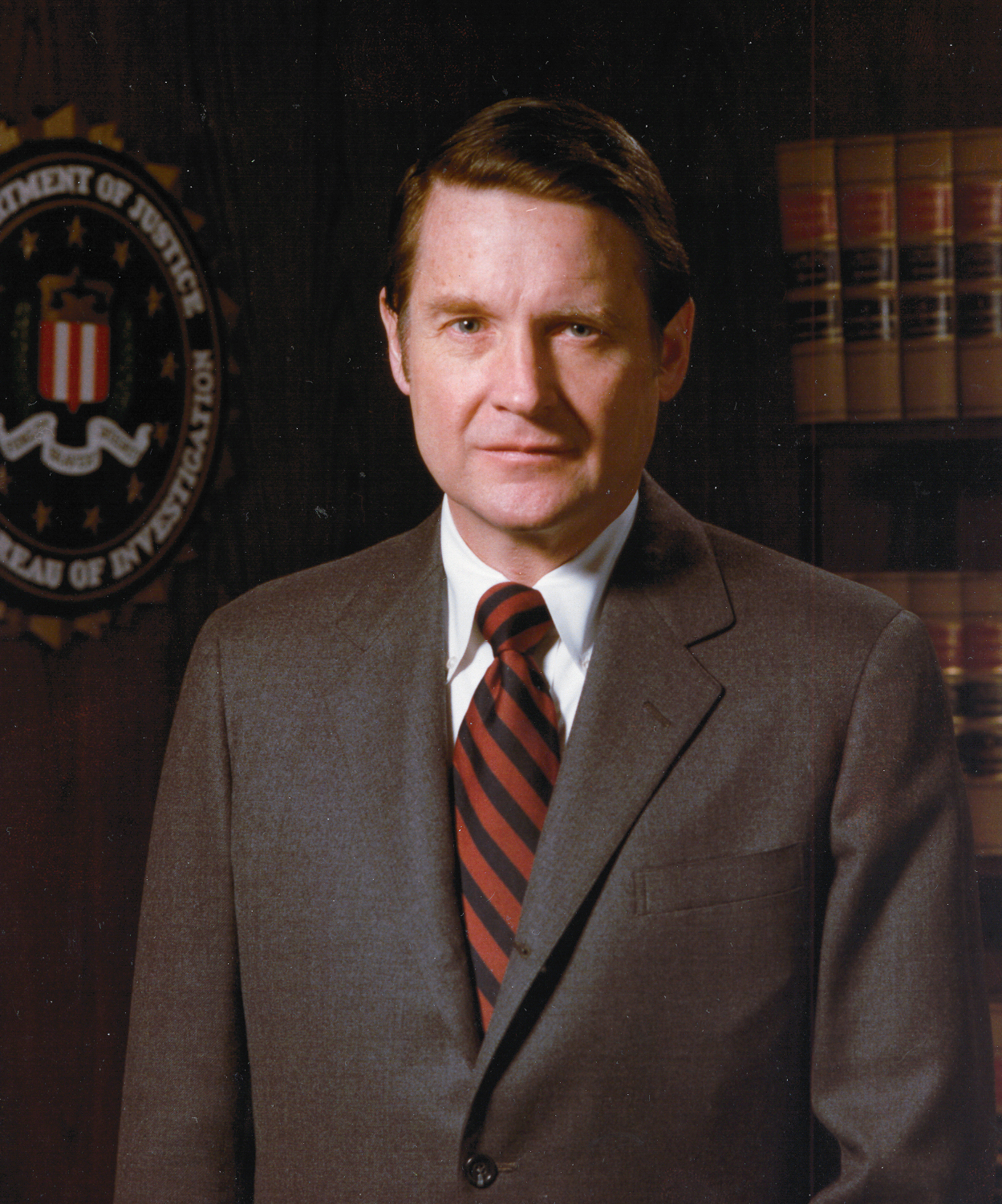
ウィリアム・H・ウェブスター／8月8日没

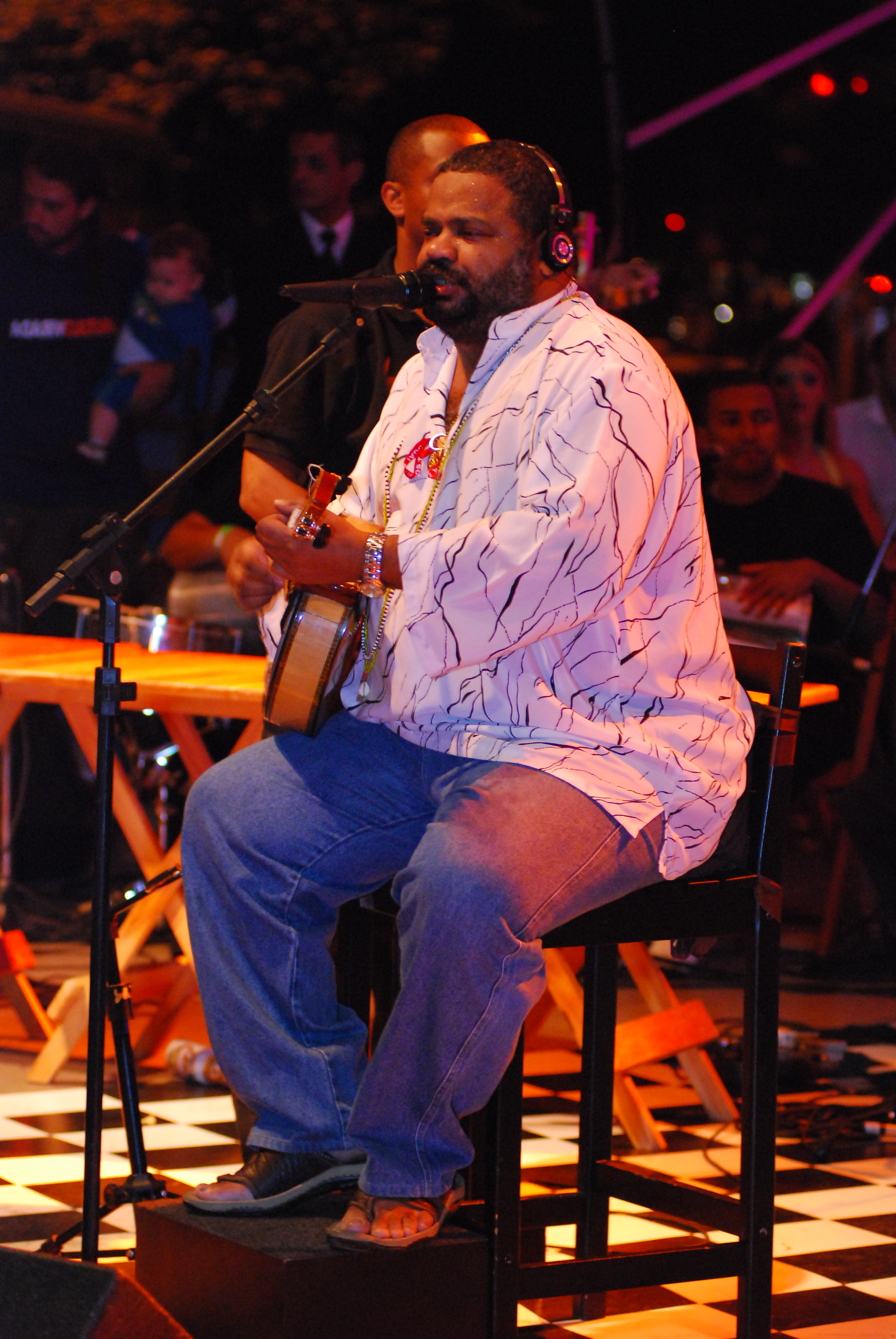
アルリンド・クルス／8月8日没

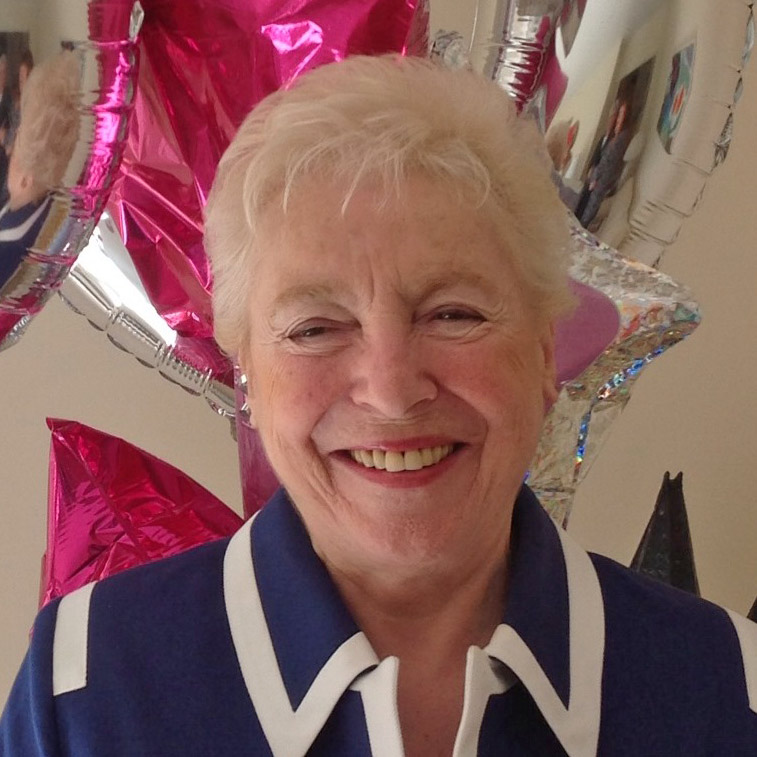
ステファニー・シャーリー／8月9日没

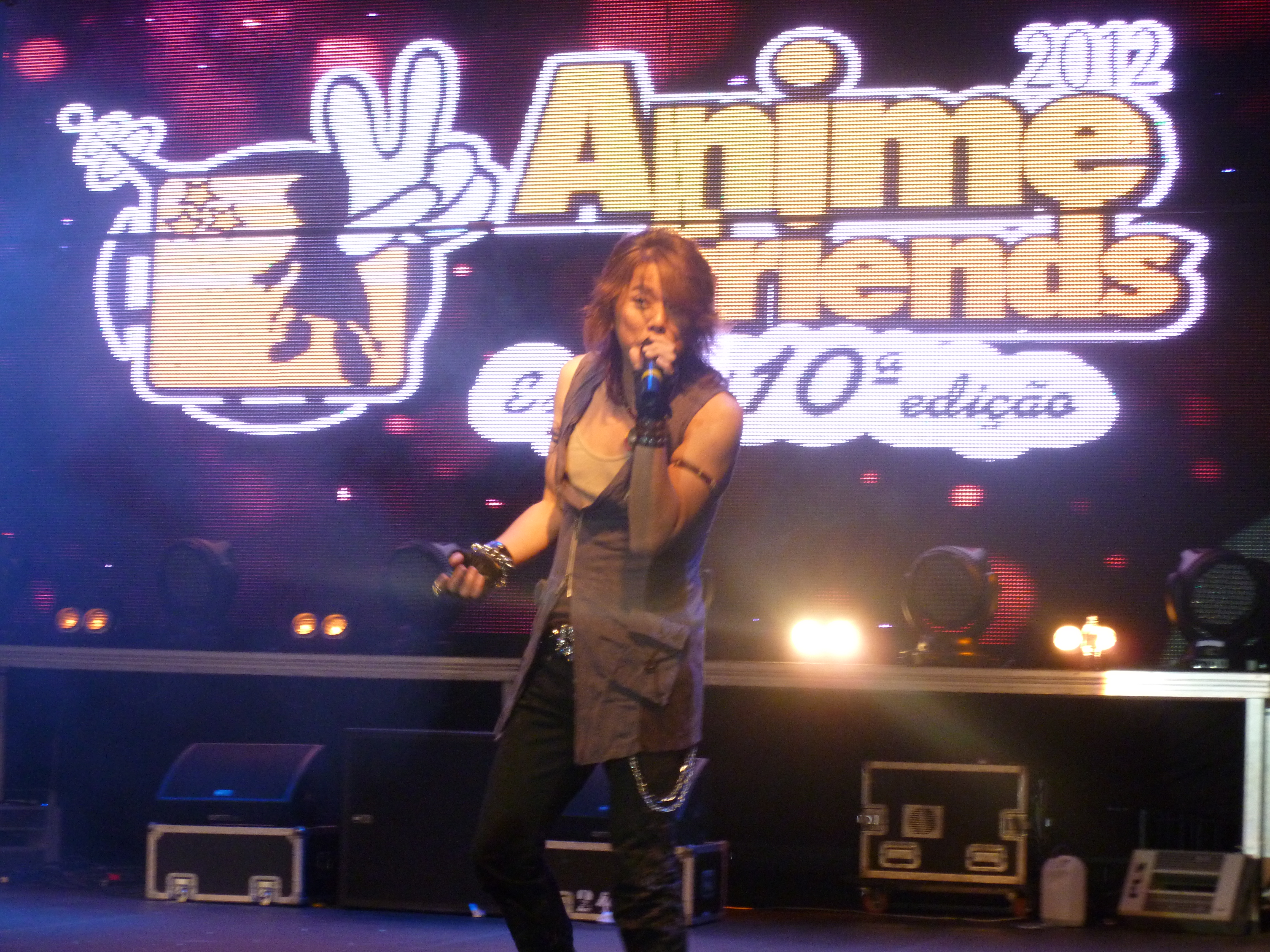
山田信夫／8月9日没

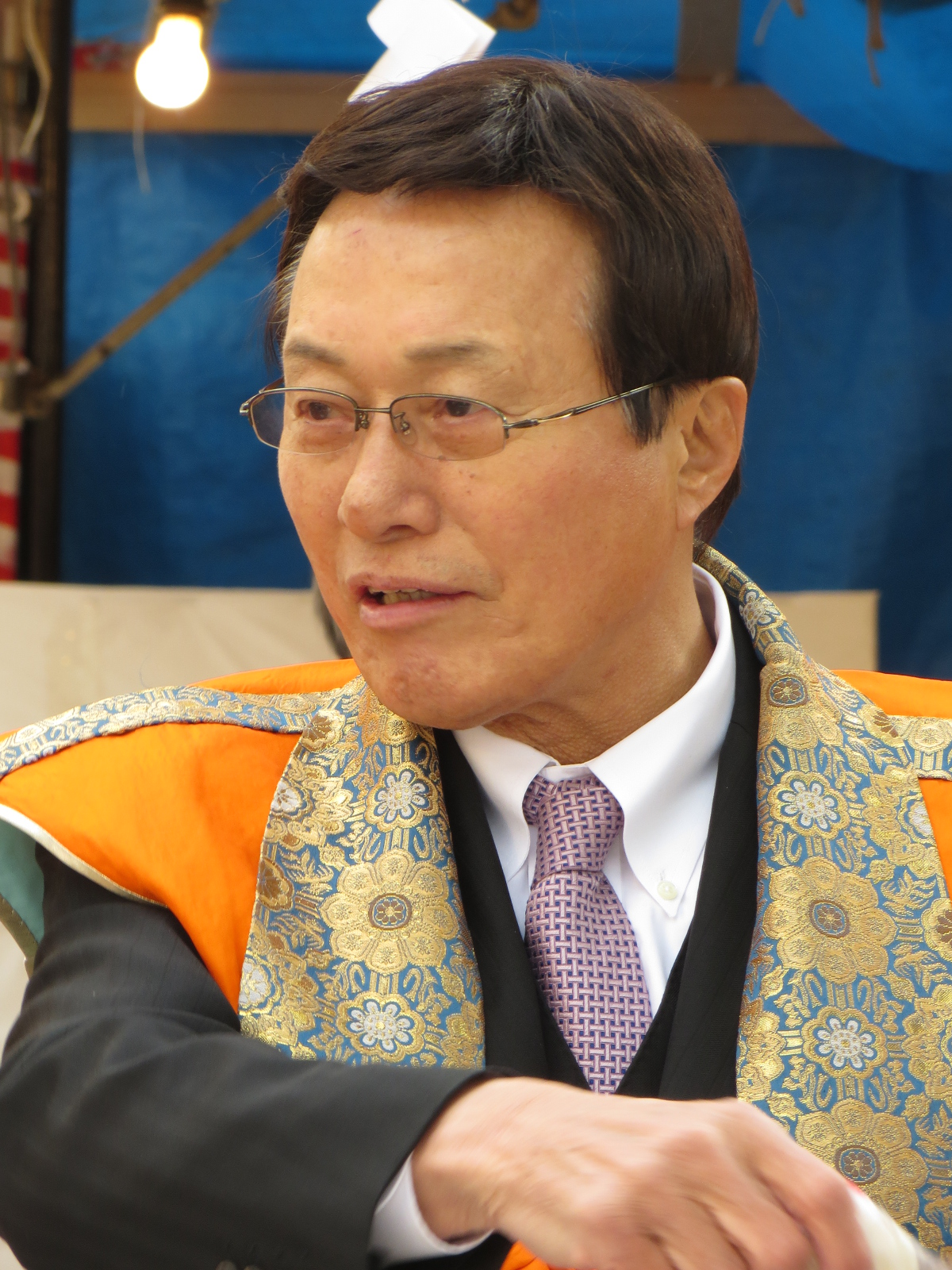
釜本邦茂／8月10日没

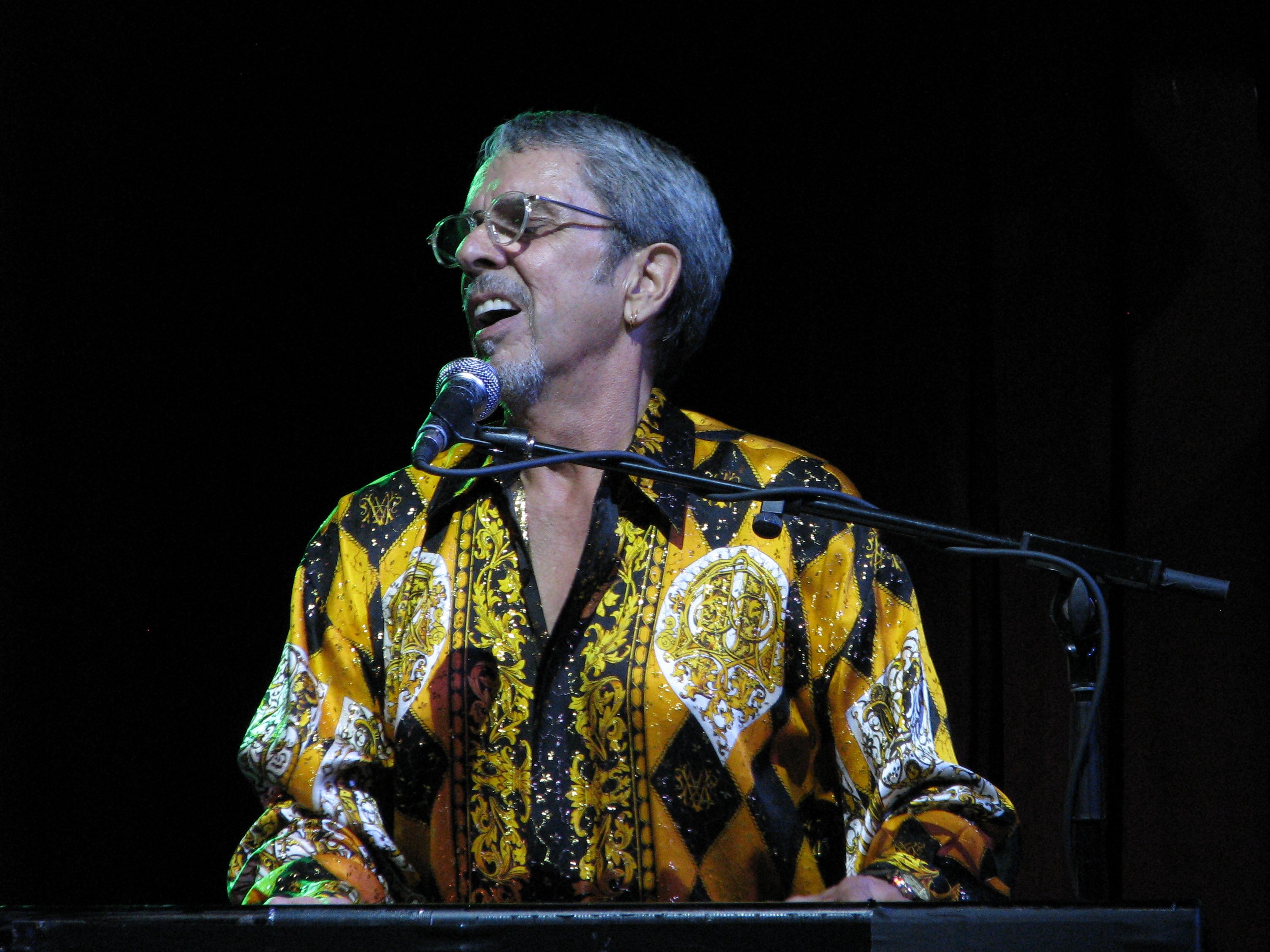
ボビー・ウィットロック／8月10日没

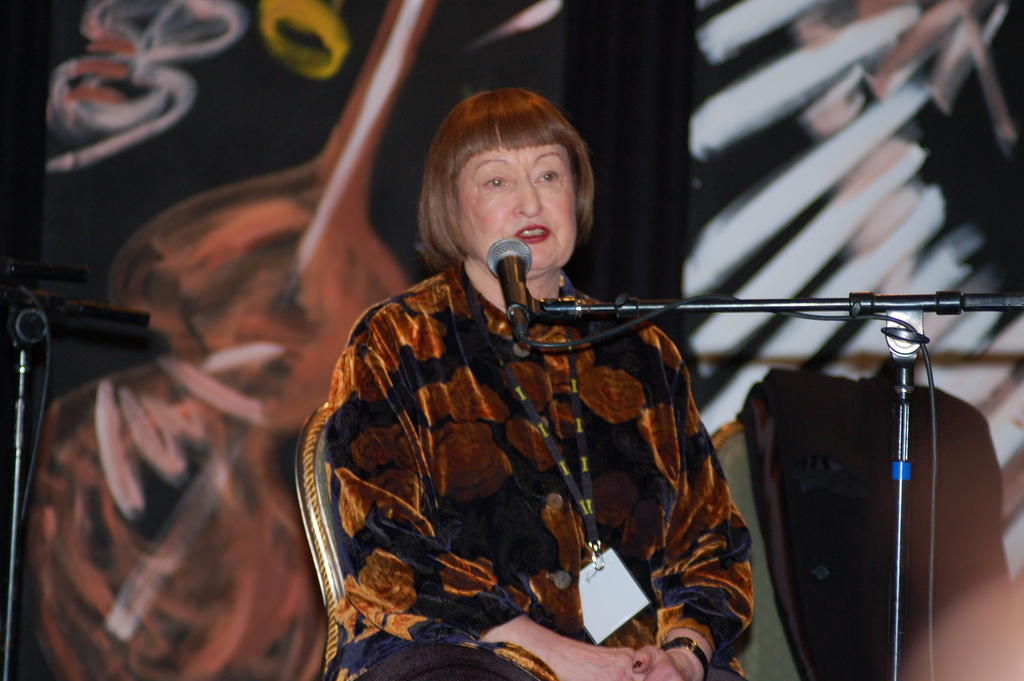
シーラ・ジョーダン／8月11日没

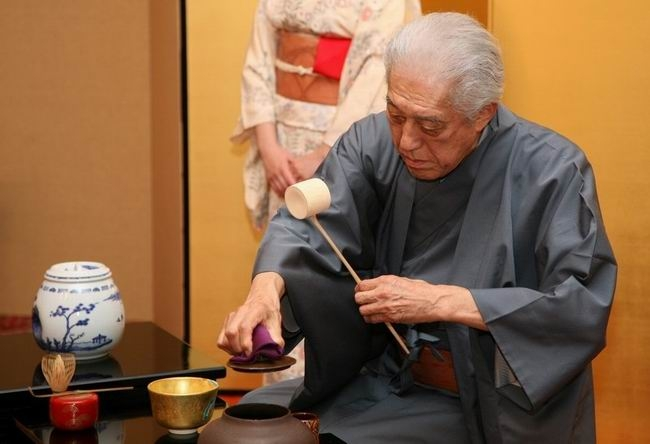
千玄室／8月14日没

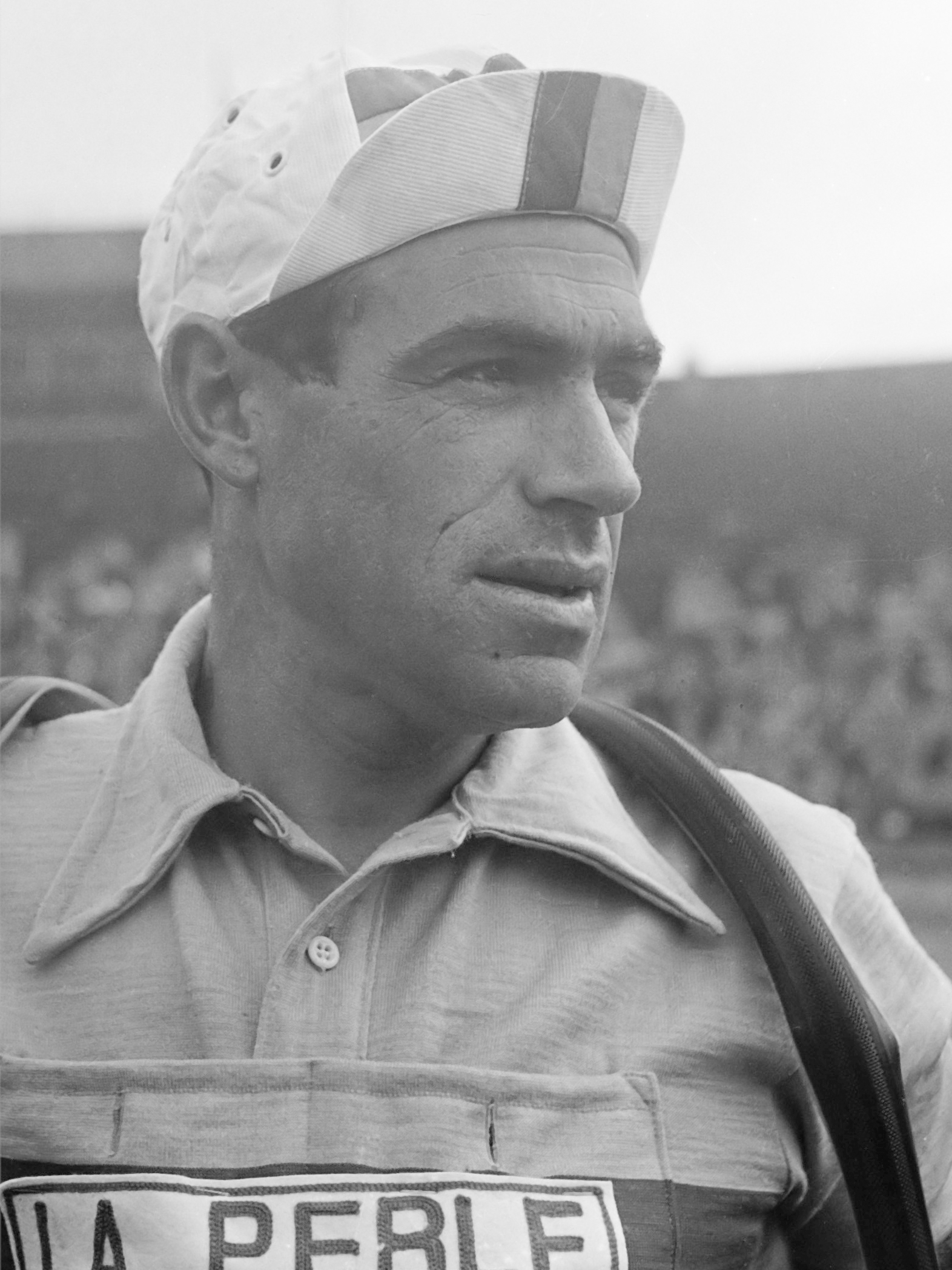
ベルナルド・ルイス／8月14日没

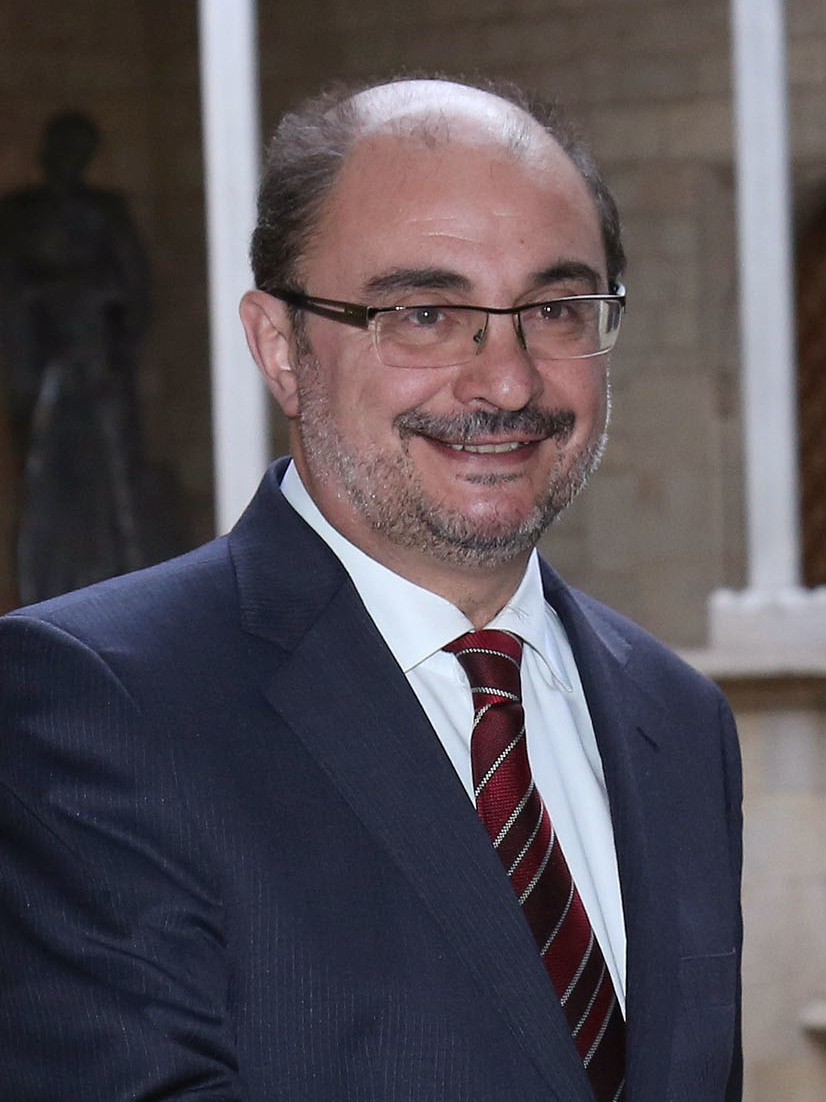
ハビエル・ランバン／8月15日没（訃報発表日）

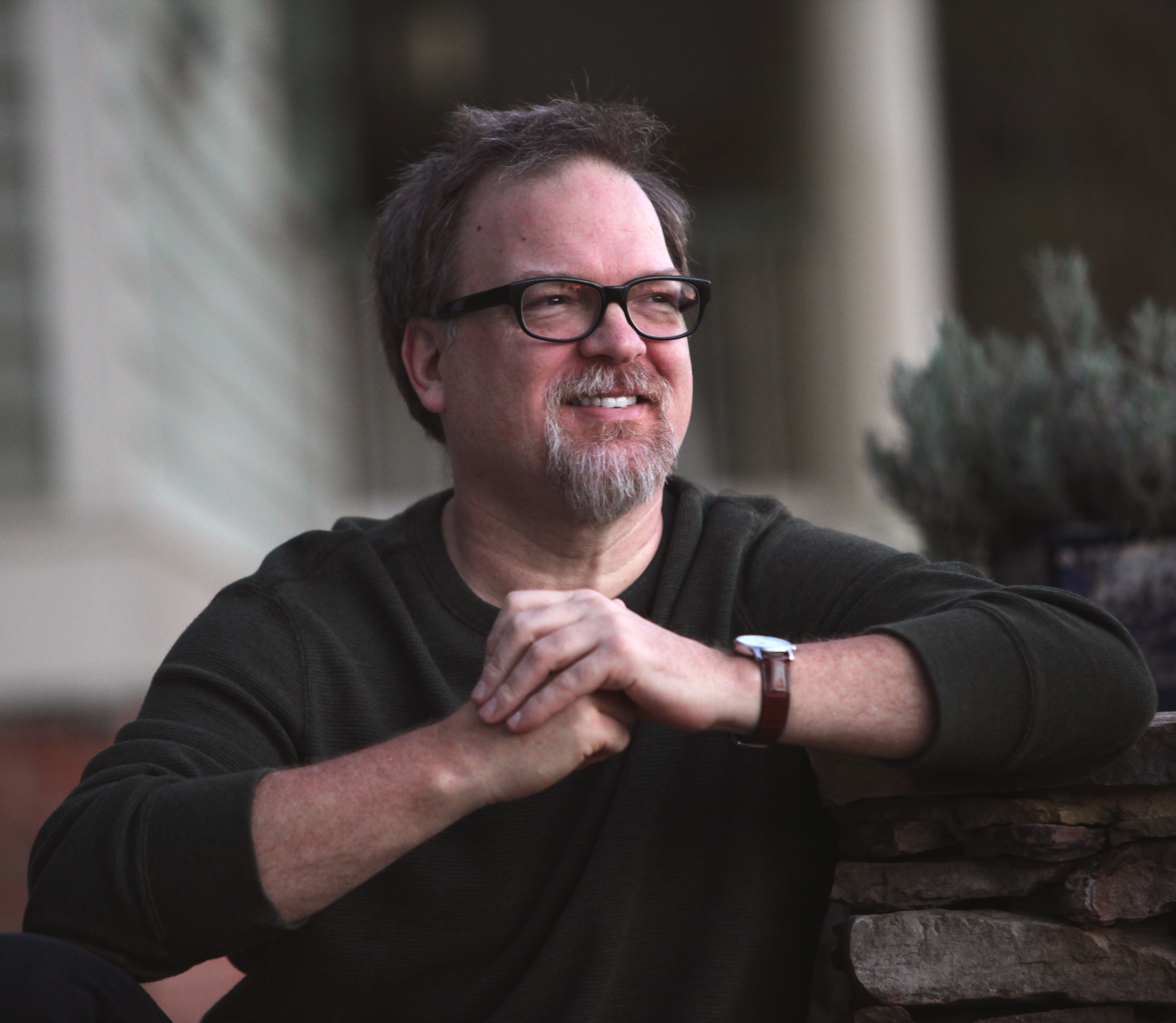
グレッグ・アイルズ／8月15日没

- 8月1日 - イラ・レンベル（英語版、エストニア語版）、ソビエト連邦、エストニアの詩人、児童文学作家、小説家、脚本家（* 1926年）[1]
- 8月1日 - 周恒（中国語版）、中華人民共和国の流体力学者、天津大学教授、元全国政治協商会議委員（* 1929年）[2]
- 8月1日 - アリフ・ババエフ（英語版、アゼルバイジャン語版）、ソビエト連邦、アゼルバイジャンのムガム歌手（* 1938年）[3]
- 8月1日 - ジーニー・シーリー（英語版）、アメリカ合衆国のカントリー・ミュージックのソングライター、歌手、音楽プロデューサー、作家、女優（* 1940年）[4]
- 8月1日 - 竹内弘、日本の政治家、元青森県大間町議会議員・議長（* 1942年?）[5]
- 8月1日 - 絹谷幸二、日本の洋画家、大阪芸術大学教授、元東京芸術大学教授（* 1943年）[6]
- 8月1日 - ラハマン・アリ（英語版）、アメリカ合衆国の元プロボクサー（* 1943年）[7]
- 8月1日 - ダーリユーシュ・モスタファヴィー（英語版、ペルシア語版）、イランの元サッカー選手、元同国代表（* 1944年）[8]
- 8月1日 - ジョナサン・カプラン、アメリカ合衆国の映画監督、テレビディレクター、映画プロデューサー（* 1947年）[9]
- 8月1日 - フランク・グライムズ（英語版）、アイルランドの俳優（* 1947年）[10]
- 8月1日 - 隆政憲、日本のジャーナリスト、元琉球新報社東京支社社長（* 1948年?）[11]
- 8月1日 - 吉武まつ子、日本の声楽家（* 1949年?）[12]
- 8月1日 - 関根明子、日本の声優、ナレーター（* 1959年）[13]
- 8月1日 - 飯野靖典、日本の少年野球指導者、武蔵嵐山ボーイズ監督、元群馬西毛ボーイズ監督（* 1968年?）[14]
- 8月2日 - 康賢斗（朝鮮語版）、大韓民国のメディア学者、洋画家、ソウル大学校名誉教授、元西江大学校教授、元漢陽大学校教員、元韓国デジタル衛星放送社長（* 1937年）[15]
- 8月2日 - 康容植（朝鮮語版）、大韓民国のジャーナリスト、政治家、元国会議員・事務総長、元国務総理秘書室長、元文化公報部・公報処次官、元韓国放送公社報道局長・報道本部長、元東洋放送報道局長（* 1939年）[16]
- 8月2日 - 朱龍広（中国語版）、中華人民共和国の俳優（* 1939年）[17]
- 8月2日 - 名越護、日本のジャーナリスト、民俗学者（* 1943年?）[18]
- 8月2日 - 高木裕、日本の文学者、新潟大学名誉教授（* 1951年?）[19]
- 8月2日 - 栗村智、日本のアナウンサー（* 1953年）[20]
- 8月2日 - ウラジーミル・ポポフ（英語版、ロシア語版）、ソビエト連邦、ロシアの元グレコローマン式レスラー、1988年オリンピック銅メダリスト（* 1962年）[21]
- 8月2日 - ペテル・ヴェセロフスキー（英語版、スロバキア語版）、チェコスロバキア、スロバキアの元アイスホッケー選手、元チェコスロバキア代表（英語版）、1992年冬季オリンピック銅メダリスト（* 1964年）[22]
- 8月2日（訃報発表日） - モハメド・ボンガ、エジプトのサッカー選手（* 1989年?）[23]
- 8月2日 - ケリー・マック（英語版）、アメリカ合衆国の女優（* 1992年）[24]
- 8月3日 - 明関和雄、日本の実業家、マルトモ相談役・元社長（* 1929年?）[25]
- 8月3日 - フリッツ・ロビンガー（英語版、ドイツ語版）、ドイツのカトリック教会の聖職者、元アリワル（英語版）教区司教（* 1929年）[26]
- 8月3日 - ナンド・アンジェリーニ（英語版、イタリア語版）、イタリアの俳優（* 1933年）[27]
- 8月3日 - 小又定見、日本の教育者、元青森県百石町教育長（* 1933年?）[28]
- 8月3日 - ステラ・リミントン（英語版）、イギリスの諜報員、作家、元保安局長官（* 1935年）[29]
- 8月3日 - エルコーレ・スパーダ、イタリアのカーデザイナー（* 1937年）[30]
- 8月3日 - 高桑昭、日本の裁判官（* 1937年）[31]
- 8月3日 - エルチン・アファンディエフ（英語版、アゼルバイジャン語版）、ソビエト連邦、アゼルバイジャンの小説家、劇作家、文学評論家、政治家、バクー国立大学教授、元アゼルバイジャン副首相（アゼルバイジャン語版）、元アゼルバイジャン・ソビエト社会主義共和国最高会議議員（* 1943年）[32]
- 8月3日 - 玉田和浩、日本の政治家、岐阜県議会議員（* 1944年?）[33]
- 8月3日 - マーガレット・W・ロシター（英語版）、アメリカ合衆国の科学史家、編集者、コーネル大学名誉教授（* 1944年）[34]
- 8月3日 - ロニ・アンダーソン、アメリカ合衆国の女優（* 1945年）[35]
- 8月3日 - 出口眞琴、日本の政治家、神奈川県三浦市議会議員・元議長（* 1957年?）[36]
- 8月4日 - ジェーン・モーガン＝ワイントローブ（英語版）、アメリカ合衆国の歌手、女優、エンターテイナー、テレビ司会者（* 1924年）[37]
- 8月4日 - 木村多伎子、日本の版画家（* 1927年）[38]
- 8月4日 - 汪槱生（中国語版）、中華人民共和国の電気工学者、電子工学者、政治家、浙江大学教授、元全国人民代表大会代表、元中国共産党全国代表大会代表（* 1928年）[39]
- 8月4日 - 許倬雲（英語版、中国語版）、中華民国（台湾）、アメリカ合衆国の歴史学者、中国史研究者、ピッツバーグ大学名誉教授、元国立台湾大学教授、元中央研究院歴史語言研究所研究員、元香港中文大学講座教授（* 1930年）[40]
- 8月4日 - エルダル・シェンゲラヤ（英語版、グルジア語版）、ソビエト連邦、ジョージアの映画監督、脚本家、政治家、元ジョージア議会議員、元グルジア共和国最高評議会（英語版）議員、元グルジア・ソビエト社会主義共和国最高会議議員（* 1933年）[41]
- 8月4日 - 久高弘、日本の警察官、元沖縄県警察刑事部長、元那覇警察署長、元沖縄県土地開発公社・暴力団追放沖縄県民会議専務理事 （* 1933年?）[42]
- 8月4日 - ピーター・テミン（英語版）、アメリカ合衆国の経済史学者、マサチューセッツ工科大学名誉教授（* 1937年）[43]
- 8月4日 - トール・オーゲ・ブリングスヴァル（英語版、ノルウェー語版）、ノルウェーの作家、脚本家、エッセイスト（* 1939年）[44]
- 8月4日 - チュー・ヴァン・ミン（英語版、ベトナム語版）、ベトナムのカトリック教会の聖職者、元ハノイ大司教区補佐司教（* 1943年）[45]
- 8月4日 - シブー・ソーレーン（英語版、ヒンディー語版、サンターリー語版）、インドの政治家、ラージヤ・サバー議員、元石炭相、元ジャールカンド州首相、元ローク・サバー議員、ジャールカンド解放戦線創設者・元総裁（* 1944年）[46]
- 8月4日 - テリー・リード（英語版）、イギリスのギタリスト、歌手、ソングライター（* 1949年）[47]
- 8月4日 - マリオ・モロンタ（英語版、スペイン語版）、ベネズエラのカトリック教会の聖職者、元ロス・テケス教区・サン・クリストバル教区司教、元カラカス大司教区補佐司教（* 1949年）[48]
- 8月4日 - タルガト・ムサバエフ、ソビエト連邦、カザフスタンのパイロット、宇宙飛行士、政治家、元カザフスタン宇宙局長、元カザフスタン元老院（英語版）議員（* 1951年）[49]
- 8月4日 - 佐藤修、日本の実業家、元鹿島常務執行役員（* 1955年?）[50]
- 8月4日（訃報発表日） - マルコ・ボナミーコ（英語版、イタリア語版）、イタリアの元プロバスケットボール選手、指導者、スポーツ解説者、元同国代表、1980年オリンピック銀メダリスト（* 1957年）[51]
- 8月4日 - アンドレア・エフェルス（オランダ語版）、ドイツ出身のオランダの健康心理学者、ライデン大学教授（* 1967年）[52]
- 8月4日（遺体発見日） - ソン・ヨンギュ（朝鮮語版）、大韓民国の俳優（* 1970年）[53]
- 8月4日 - チャン・ディン・ティン、ベトナムのサッカー審判員（* 1982年）[54]
- 8月5日 - 王善樸（中国語版）、中華人民共和国の豫劇俳優（* 1925年?）[55]
- 8月5日 - イオン・イリエスク、ルーマニアの政治家、元大統領、元青少年相、元元老院・代議院議員、元国家評議会（英語版）・大国民議会（英語版）議員、元国家水資源評議会議長、元救国戦線評議会共同創設者・議長、元社会民主党党首、元ルーマニア共産党中央政治局員・ティミシュ県委員会副書記・ヤシ県委員会書記、元共産主義青年同盟（英語版）中央委員会書記（* 1930年）[56]
- 8月5日 - 馬場彰、日本の実業家、元オンワード樫山代表取締役会長・社長、元オンワードホールディングス最高顧問（* 1935年）[57]
- 8月5日（訃報発表日） - 高橋尚愛、日本のアーティスト（* 1940年）[58]
- 8月5日 - ロビン・レイコフ（英語版）、アメリカ合衆国の言語学者、言語と性の研究者、カリフォルニア大学バークレー校名誉教授（* 1942年）[59]
- 8月5日 - オーヴェ・シンドヴァル（英語版、スウェーデン語版）、スウェーデンの元プロサッカー選手、スポーツ解説者、元同国代表（* 1943年）[60]
- 8月5日 - ドイン・アビオラ（英語版、ヨルバ語版）、ナイジェリアの編集者、ジャーナリスト（* 1943年?）[61]
- 8月5日 - サトヤパール・マリク（英語版、ヒンディー語版）、インドの政治家、元ビハール州知事・ジャンムー・カシミール州知事・ゴア州知事・メーガーラヤ州知事、元オリッサ州知事代行、元ラージヤ・サバー・ローク・サバー議員、元ウッタル・プラデーシュ州議会下院議員（* 1946年）[62]
- 8月5日 - スナイダー・リニ（英語版）、ソロモン諸島の政治家、国民議会議員、元首相・副首相・財務相・教育人的資源相・国家計画開発相、元国家積立基金総裁、元自然資源省・国家計画開発省・農漁業省常務次官（* 1949年）[63]
- 8月5日 - フランク・ミル、ドイツの元プロサッカー選手、元西ドイツ代表、1988年オリンピック銅メダリスト（* 1958年）[64]
- 8月5日 - 亀山忍、日本の俳優、歌手、タレント（* 1969年）[65]
- 8月5日 - ジョルジュ・コスタ、ポルトガルの元プロサッカー選手、指導者、元同国代表（* 1971年）[66]
- 8月5日 - 橋本友彦、日本のプロレスラー（* 1977年）[67]
- 8月5日（遺体発見日） - イ・ミン（朝鮮語版）、大韓民国の歌手、「As One（朝鮮語版）」のメンバー（* 1978年）[68]
- 8月6日 - カルロス・レモス（ポルトガル語版）、ブラジルの建築家（* 1925年）[69]
- 8月6日 - ジャンニ・ベレンゴ・ガルディン（英語版、イタリア語版）、イタリアの写真家、フォトジャーナリスト、ルポライター（* 1930年）[70]
- 8月6日 - 篠崎喜樹、日本の平和運動家、岐阜空襲を記録する会代表（* 1935年?）[71][72]
- 8月6日 - エディ・パルミエリ、アメリカ合衆国のサルサ・ジャズのピアニスト、作曲家（* 1936年）[73]
- 8月6日 - ピーター・エリオット（英語版）、オーストラリアのカトリック教会の聖職者、元メルボルン大司教区補佐司教、元マナセンセル（英語版）名義司教（* 1943年）[74]
- 8月6日 - スライマーン・アル＝オバイド（英語版、アラビア語版）、パレスチナ国のサッカー選手、元同国代表（* 1984年）[75]
- 8月6日 - ガーナ空軍ヘリコプター墜落事故（英語版）で亡くなった人物[76]
  - エドワード・オマネ・ボアマ（英語版）、ガーナの政治家、国防相、元通信相、元副青少年スポーツ相・副環境科学技術相（* 1974年）
  - イブラヒム・ムルタラ・ムハンメド（英語版、ダバニ語版）、ガーナの政治家、環境科学技術相、国民議会議員、元副貿易産業相・副情報メディア相（* 1974年）
- 8月7日 - ジム・ラヴェル、アメリカ合衆国の海軍軍人、テストパイロット、宇宙飛行士、アメリカ海軍大佐（* 1928年）[77]
- 8月7日 - 長崎良夫、日本の政治家、元北海道虻田町長・洞爺湖町長（* 1930年?）[78]
- 8月7日 - 佐々木正丞、日本の実業家、元北海道ガス会長、元北海道経営者協会会長（* 1934年）[79]
- 8月7日 - ソニア・ダンフィールド、アメリカ合衆国の元フィギュアスケーター、指導者（* 1934年）[80]
- 8月7日（訃報発表日） - ネマニャ・ジュリッチ（英語版、セルビア語版）、ユーゴスラビア、セルビアの元プロバスケットボール選手、指導者、元ユーゴスラビア代表（* 1936年）[81]
- 8月7日（訃報発表日） - ジョン・ミヤハラ（英語版）、アメリカ合衆国の俳優（* 1941年）[82]
- 8月7日 - 恩田久、日本の政治家、元群馬県明和町長、元明和町議会議員（* 1950年?）[83]
- 8月7日 - ミンスエ、ミャンマーの陸軍軍人、政治家、ミャンマー陸軍中将、第一副大統領、元大統領代行、元ヤンゴン地方域首相（* 1951年）[84]
- 8月8日 - ウィリアム・H・ウェブスター、アメリカ合衆国の裁判官、検察官、弁護士、元連邦捜査局・中央情報局長官、元国土安全保障諮問委員会（英語版）議長（* 1924年）[85]
- 8月8日 - エスタニスラオ・カルリッチ（英語版、スペイン語版、クロアチア語版）、アルゼンチンのカトリック教会の聖職者、枢機卿、元パラナ大司教区大司教・協働司教、元コルドバ大司教区補佐司教、元カストルム（英語版）名義司教、元アルゼンチン司教協議会（英語版）議長（* 1926年）[86]
- 8月8日 - 陳法文（中国語版）、中華人民共和国のパルチザン、政治家、元中国共産党浙江省委員会副書記・副秘書長・弁公庁主任、元中国共産党浙江省規律検査委員会書記、元浙江省政治協商会議副主席（* 1930年）[87]
- 8月8日 - フェリックス・トーレス（英語版、スペイン語版）、プエルトリコの元プロ野球選手（* 1932年）[88]
- 8月8日 - 荒木徹、日本の地球電磁気学者、京都大学名誉教授（* 1938年）[89]
- 8月8日 - マック・テー・ニャン（ベトナム語版）（ファン・コン・ティエット）、南ベトナム、ベトナムのミュージシャン、作曲家（* 1939年）[90]
- 8月8日（訃報発表日） - テリー・ヘネシー（英語版）、イギリスの元サッカー選手、指導者、元ウェールズ代表（* 1942年）[91]
- 8月8日 - チェペル（中国語版）、中華人民共和国の政治家、元チベット自治区人民代表大会常務委員会副主任、元チベット自治区副主席、元チベット大学学長・中国共産党委員会書記（* 1944年）[92]
- 8月8日 - マッツ・リンド（英語版、スウェーデン語版）、スウェーデンの元プロアイスホッケー選手、元同国代表（* 1947年）[93]
- 8月8日 - 永田文治、日本の銀行家、元鹿児島銀行頭取（* 1948年）[94]
- 8月8日 - 横石知二、日本の実業家、いろどり創業者・代表取締役社長（* 1958年）[95]
- 8月8日 - アルリンド・クルス、ブラジルのサンバ歌手、演奏家、作曲家（* 1958年）[96]
- 8月8日 - 琴富士孝也（小林孝也）、日本の元大相撲力士、タレント、元関脇（* 1964年）[97]
- 8月8日 - 神足茂利、日本のプロボクサー（* 1996年）[98][99]
- 8月9日 - 朱良（中国語版）、中華人民共和国の学生運動家、政治家、元中国共産党中央委員会対外連絡部部長・副部長、元全国人民代表大会常務委員会委員、元中国共産党中央委員会委員、元全国政治協商会議委員、元中華全国青年連合会（中国語版）秘書長（* 1924年）[100]
- 8月9日 - マフムード・ファルシチヤーン（英語版、ペルシア語版）、イランの画家（* 1930年）[101]
- 8月9日 - イワン・クラスコ（英語版、ロシア語版）、ソビエト連邦、ロシアの俳優（* 1930年）[102]
- 8月9日 - ステファニー・シャーリー、ドイツ出身のアメリカ合衆国の実業家、慈善家（* 1933年）[103]
- 8月9日 - 胡石英（中国語版）、中華人民共和国の実業家、元中国富硒雑誌社社長、元中国国情調査研究院・緑色中国建設工程研究院院長（* 1944年）[104]
- 8月9日 - 三谷哲央、日本の政治家、三重県議会議員・元議長（* 1947年）[105]
- 8月9日 - 文基男（朝鮮語版）、朝鮮民主主義人民共和国、大韓民国の元サッカー選手、指導者【元朝鮮民主主義人民共和国女子代表・朝鮮民主主義人民共和国代表監督】、亡命者、元朝鮮民主主義人民共和国代表（* 1948年）[106]
- 8月9日 - 新井山勉、日本の消防組合幹部、元北見地区消防組合消防長（* 1948年?）[107]
- 8月9日 - 石川寿樹、日本の農業協同組合幹部、政治家、元島根県出雲市議会議員、元JAしまね代表理事組合長、元JA島根中央会代表理事会長（* 1953年?）[108][109]
- 8月9日 - 畑正高、日本の実業家、松栄堂社長（* 1954年）[110]
- 8月9日 - 岩田優美、日本の政治家、山口県柳井市議会議員（* 1963年?）[111]
- 8月9日 - 山田信夫（NoB）、日本の歌手、作詞家、作曲家、元「MAKE-UP」「OSAMU METAL 80's」のメンバー（* 1964年）[112]
- 8月9日 - 浦川大将、日本のプロボクサー（* 1997年）[113]
- 8月10日 - 小磯一夫、日本の実業家、元沖縄テレビ放送社長・会長・顧問（* 1935年?）[114]
- 8月10日 - ニコライ・ゴルシコ、ソビエト連邦、ウクライナ、ロシアのチェキスト、軍人、政治家、ロシア軍上級大将、元ロシア保安相、元ロシア連邦防諜庁長官・ウクライナ保安庁長官代行、元ウクライナ・ソビエト社会主義共和国国家保安委員会議長、元ソビエト連邦人民代議員大会議員（* 1937年）[115]
- 8月10日 - エゴン・ヘニンガー（英語版、ドイツ語版）、東ドイツ、ドイツの元競泳選手、1964年・1968年オリンピック銀メダリスト（* 1940年）[116]
- 8月10日 - 林健児（中国語版）、中華民国（台湾）の花灯（中国語版）工芸家（* 1942年）[117]
- 8月10日 - 釜本邦茂、日本の元サッカー選手、指導者、テレビキャスター、政治家、元参議院議員【自由民主党所属】、元同国代表、元日本サッカー協会副会長、1968年オリンピック銅メダリスト（* 1944年）[118]
- 8月10日 - 水谷実雄、日本の元プロ野球選手【広島カープ・広島東洋カープ・阪急ブレーブス所属】、指導者（* 1947年）[119]
- 8月10日 - ボビー・ウィットロック、アメリカ合衆国のピアニスト、ギタリスト、ソングライター、元「デラニー&ボニー&フレンズ」「デレク・アンド・ザ・ドミノス」のメンバー（* 1948年）[120]
- 8月10日 - 木村尚登、日本の政治家、元広島県三原市議会議員（* 1960年?）[121]
- 8月10日（訃報発表日） - 環八太郎、日本のハガキ職人（* 1994年?）[122]
- 8月10日 - アナス・アッ＝シャリーフ（英語版、アラビア語版）、パレスチナ国のジャーナリスト【アルジャジーラ所属】（* 1996年）[123]
- 8月11日（訃報発表日） - セルソ・ガリード＝レッカ（英語版、スペイン語版）、ペルーの作曲家（* 1926年）[124]
- 8月11日 - 植村信男、日本の政治家、元北海道端野町議会議員・副議長（* 1927年?）[125]
- 8月11日 - シーラ・ジョーダン、アメリカ合衆国のジャズ歌手（* 1928年）[126]
- 8月11日 - 伊牟田經久、日本の日本語学者、日本文学者、志學館大学名誉教授・元学長、鹿児島大学名誉教授（* 1931年）[127]
- 8月11日 - 新城俊雄、日本の経営学者、沖縄国際大学名誉教授（* 1934年?）[128]
- 8月11日（訃報発表日） - ガビ・ノヴァク（英語版、クロアチア語版、ドイツ語版）、ドイツ出身のユーゴスラビア、クロアチアのポップ・ジャズ歌手（* 1936年）[129]
- 8月11日 - カーポスタ・ベネー（英語版、ハンガリー語版）、ハンガリーの元サッカー選手、元同国代表（* 1942年）[130]
- 8月11日 - 大橋政人、日本の詩人（* 1943年）[131]
- 8月11日 - 柴田信昭、日本の政治家、元北海道新得町議会議員（* 1945年?）[132]
- 8月11日 - 李南基（朝鮮語版）、大韓民国の実業家、テレビプロデューサー、政治家、元大統領秘書室広報首席秘書官、元SBSメディアホールディングス・KTスカイライフ社長、元SBS企画本部長・制作本部長・副社長（* 1949年）[133]
- 8月11日 - 燁司大（鈴木大司）、日本の元大相撲力士、元幕内（* 1973年）[134]
- 8月11日 - ミゲル・ウリベ・トゥルバイ（英語版、スペイン語版）、コロンビアの政治家、元老院（英語版）議員、元ボゴタ市政府長官、元ボゴタ市議会議員・議長（* 1986年）[135]
- 8月12日 - ゴー・チェンリャン（英語版、中国語版）、シンガポールの実業家、慈善家、ウットラムグループ創業者（* 1927年）[136]
- 8月12日 - アーシャー・サハーイ（ベンガル語版）、日本出身のインドの独立運動家、作家、平和運動家、元インド国民軍中尉（* 1928年）[137][138]
- 8月12日 - アイノ・ペルヴィク（英語版、エストニア語版）、ソビエト連邦、エストニアの児童文学作家、詩人、翻訳家、編集者、文学評論家（* 1932年）[139]
- 8月12日 - ジョージ・リード（英語版）、イギリスのジャーナリスト、政治家、元庶民院議員、元スコットランド議会議員・副議長・議長（* 1939年）[140]
- 8月12日 - グレゴリー・ウィリアムズ、アメリカ合衆国の作家、法学者、弁護士、元ニューヨーク市立大学シティカレッジ・シンシナティ大学学長（* 1943年）[141]
- 8月12日 - ビル・ヘプラー（英語版）、アメリカ合衆国の元プロ野球選手（* 1945年）[142]
- 8月12日 - 牧泰昌、日本のラジオパーソナリティ（* 1953年）[143]
- 8月12日 - クセニヤ・アレクサンドロワ（英語版、ロシア語版）、ロシアのモデル（* 1994年）[144]
- 8月13日 - ケレステシュ・シラールド（英語版、ハンガリー語版）、ハンガリーの東方典礼カトリック教会の聖職者、神学者、元ハイドゥードログ（英語版）教区司教・補佐司教、元ミシュコルツ使徒座代理、元ニーレジハーザ小教区主任司祭・助任司祭（* 1932年）[145]
- 8月13日（訃報発表日） - アナトリー・アダミシン、ソビエト連邦、ロシアの外交官、実業家、政治家、元ロシア独立国家共同体担当相、元ソビエト連邦副外相・ロシア第一外務次官、元ロシア国家院議員、元駐イタリアソビエト連邦大使、元駐イタリア・イギリスロシア大使、元ユネスコソビエト連邦委員会議長、元システマ副会長・顧問（* 1934年）[146][147]
- 8月13日 - 金仕謙、大韓民国の映画監督、ジャーナリスト、映画評論家、韓国短編映画祭（朝鮮語版）創設者、元釜山映画評論家協会会長、元釜山国際映画祭監事、元東西大学校講師（* 1935年?）[148]
- 8月13日 - 盛永孝之、日本の実業家、盛永組相談役、元旭川市社会福祉協議会会長（* 1935年）[149]
- 8月13日 - 李新良、中華人民共和国の陸軍軍人、政治家、中国人民解放軍陸軍上将、元全国人民代表大会常務委員会委員、元北京軍区・広西軍区（中国語版）司令官、元瀋陽軍区政治委員・司令官、元広州軍区副司令官、元中国共産党中央委員会委員（* 1936年）[150]
- 8月13日 - 中村佑、日本の政治家、元愛媛県伊予市長、元伊予市議会議員（* 1936年）[151]
- 8月13日 - スナアッラーフ・イブラーヒーム（英語版、アラビア語版）、エジプトの小説家（* 1937年）[152]
- 8月13日 - 宮田昭弘、日本の高校野球指導者、元北海高等学校野球部監督（* 1940年）[153]
- 8月13日 - 彭玉（中国語版）、中華人民共和国の医師、政治家、元衛生部副部長・人事司司長、元国家計画生育委員会（中国語版）副主任、元中国医学科学院（中国語版）臨床医学研究所副所長、元北京協和病院（中国語版）副院長、元国家薬典委員会副主任、元全国政治協商会議委員、元中華全国婦女連合会執行委員会委員、元中華慈善総会（中国語版）副会長（* 1941年）[154]
- 8月13日 - 中林裕雄、日本の弁護士、元青森県弁護士会長（* 1945年?）[155]
- 8月13日（訃報発表日） - 小田豊二、日本の編集者、川西町フレンドリープラザ・添削堂講師、元the座編集長（* 1945年）[156]
- 8月13日 - マイケル・スローン（英語版）、アメリカ合衆国の脚本家、テレビプロデューサー（* 1946年）[157]
- 8月13日 - 南雲正、日本の実業家、元アインファーマシーズ副社長、元第一臨床検査センター常務取締役・専務取締役（* 1954年）[158]
- 8月13日 - 櫻井智、日本の声優、女優、歌手、アイドル、元「レモンエンジェル」のメンバー（* 1971年）[159]
- 8月14日 - 島袋秀、日本の読谷山花織の工芸家、沖縄県指定無形文化財保持者（* 1920年?）[160]
- 8月14日 - 千玄室、日本の茶人、平和運動家、元海軍軍人、ユネスコ親善大使、元茶道裏千家家元、元大日本帝国海軍少尉・特攻隊員（* 1923年）[161]
- 8月14日 - ベルナルド・ルイス、スペインの元ロードサイクリスト（* 1925年）[162]
- 8月14日（訃報発表日） - イスマイル・ベリシャ、ユーゴスラビア、コソボの元ハンドボール選手、指導者（* 1934年）[163]
- 8月14日 - マイク・キャッスル（英語版）、アメリカ合衆国の政治家、元下院議員、元デラウェア州知事・副知事、元デラウェア州議会上院・下院議員（* 1939年）[164]
- 8月14日 - 木下紘一、日本の実業家、ホテルニューアワジ会長・元社長、元淡路島観光協会会長、元洲本商工会議所会頭（* 1943年）[165]
- 8月14日 - マッツ・ヴォール（英語版、スウェーデン語版）、スウェーデンの小説家、脚本家（* 1945年）[166]
- 8月14日 - ニック・ペルラス（英語版、タガログ語版）、フィリピンの環境運動家、反原発活動家、政治活動家（* 1950年）[167]
- 8月14日 - 豊川あさみ、日本の実業家、インターリンク沖縄創業者・社長（* 1951年）[168]
- 8月14日 - 田村隆司、日本の実業家、元日本光電代表取締役専務執行役員（* 1959年?）[169]
- 8月15日 - 韓泰東（朝鮮語版）、大韓民国の教会史学者、組織神学者、延世大学校名誉教授・元図書館館長（* 1924年）[170]
- 8月15日 - 座安盛善、日本の琉球古典音楽家、野村流音楽協会師範・相談役・元那覇支部長（* 1929年?）[171]
- 8月15日または8月16日 - ボブ・シンプソン（英語版）、オーストラリアの元クリケット選手、指導者、元同国代表（* 1936年）[172][173]
- 8月15日 - ライナー・ホルベ（ドイツ語版）、ドイツのテレビ司会者、ラジオパーソナリティ、ジャーナリスト、作家、超常現象研究家（* 1940年）[174]
- 8月15日 - 尹茂夫（朝鮮語版）、大韓民国の鳥類学者、慶熙大学校名誉教授（* 1941年）[175]
- 8月15日 - イラ・ガネーシャン（英語版、タミル語版）、インドの政治家、ナガランド州知事、元マニプル州知事、元西ベンガル州知事代行、元ラージヤ・サバー議員、元インド人民党副総裁・国家書記・タミル・ナードゥ州党委員長（* 1945年）[176]
- 8月15日 - 川崎久、日本の実業家、カネダイ川崎商店社長、村上商工会議所会頭（* 1948年?）[177]
- 8月15日（訃報発表日） - ハビエル・ランバン、スペインの政治家、元上院議員、元アラゴン州首相、元エヘア・デ・ロス・カバジェロス（英語版）市長、元サラゴサ県議会議員・議長、元エヘア・デ・ロス・カバジェロス市議会・アラゴン州議会議員（* 1957年）[178]
- 8月15日 - グレッグ・アイルズ、アメリカ合衆国の作家（* 1960年）[179]
- 8月15日 - 柳京村（朝鮮語版）、大韓民国のカトリック教会の聖職者、神学者、ソウル大司教区補佐司教・元統合司牧研究所所長、元カトリック大学校教授（* 1962年）[180]
- 8月15日 - 宮坂和宏、日本の実業家、宮坂醸造顧問・元社長（* 生年不明）[181]

## 16日 - 31日

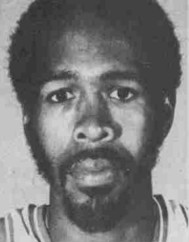
ラリー・ジョーンズ／8月16日没

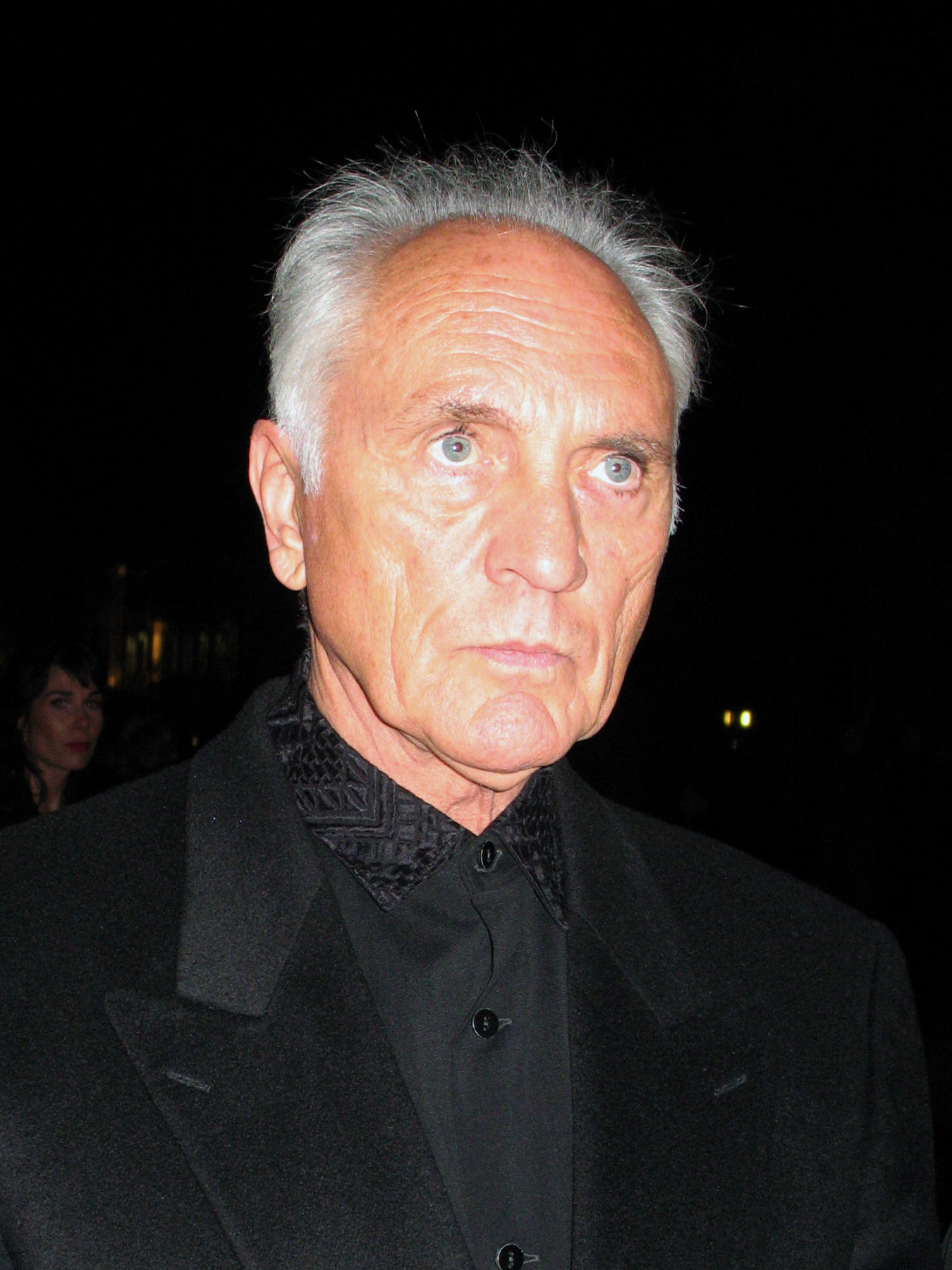
テレンス・スタンプ／8月17日没

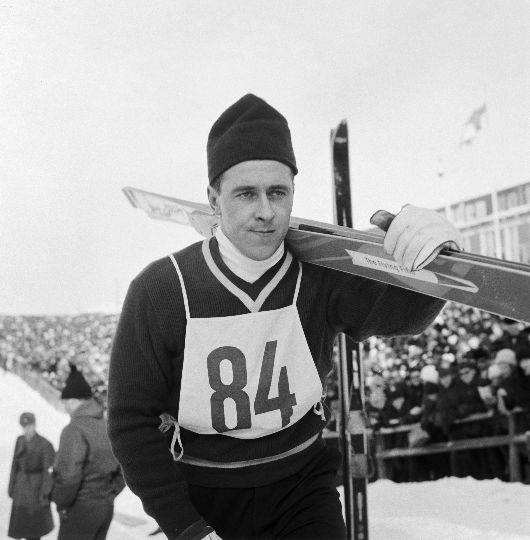
ニーロ・ハロネン／8月17日没（訃報発表日）

- 8月16日 - ピッポ・バウド（英語版、イタリア語版）、イタリアのテレビ司会者（* 1936年）[182]
- 8月16日 - 半田久米夫、日本の実業家、元高知放送社長、元高知新聞社専務（* 1937年?）[183]
- 8月16日 - 斎藤好弘、日本の塑性加工学者、大阪大学名誉教授（* 1938年?）[184]
- 8月16日 - フェルナンド・クルス（英語版、ポルトガル語版）、ポルトガルの元プロサッカー選手、元同国代表（* 1940年）[185]
- 8月16日 - ラリー・ジョーンズ、アメリカ合衆国の元プロバスケットボール選手、指導者（* 1942年）[186]
- 8月16日 - 馬越宏芳、日本の政治家、元岡山県井原市議会議員（* 1953年?）[187]
- 8月17日 - テレンス・スタンプ、イギリスの俳優（* 1938年）[188]
- 8月17日 - パオロ・アンジョーニ（英語版、イタリア語版）、イタリアの元馬術選手、1964年オリンピック金メダリスト（* 1938年）[189]
- 8月17日（訃報発表日） - ニーロ・ハロネン、フィンランドの元スキージャンプ選手、指導者、審判員、1960年冬季オリンピック銀メダリスト（* 1940年）[190]
- 8月17日 - ハンス＝ベルト・マトウル（英語版、ドイツ語版）、東ドイツ、ドイツの元サッカー選手、元東ドイツ代表（* 1945年）[191]
- 8月17日 - ジェームズ・ファリス（英語版）、アメリカ合衆国の元プロ野球選手（* 1992年）[192]
- 8月18日 - 趙学源（中国語版）、中華人民共和国の植物病理学者、柑橘類ウイルス病研究者、元中国農業科学院柑橘研究所副所長、元全国政治協商会議委員（* 1933年）[193]
- 8月18日 - 高橋靖、日本の実業家、大日精化工業名誉会長・元社長（* 1934年）[194]
- 8月18日 - 石黒成治、日本の実業家、北日本新聞社相談役・元専務（* 1935年?）[195]
- 8月18日 - I・G・K・マニラ（インドネシア語版、バリ語版）、インドネシアの武術家、サッカー指導者（* 1942年）[196]
- 8月18日 - 林炳尭（中国語版）、中華人民共和国の軍人、中国人民解放軍中将、元南京軍区副司令官、元第31集団軍軍長、元全国政治協商会議委員（* 1944年）[197]
- 8月18日 - 周志高（中国語版）、中華人民共和国の書家、編集者、元中国書法家協会常務理事・理事、元上海市文学芸術界連合会副主席、元上海市書法家協会主席、元上海市文史研究館（中国語版）館員、元上海中国書法院院長（* 1945年）[198]
- 8月18日 - パク・インス（朝鮮語版）、大韓民国のソウルミュージックの歌手（* 1947年）[199]
- 8月18日 - 松本賢、日本の地方公務員、元北海道浜中町副町長（* 1952年?）[200]
- 8月18日 - 盛品儒（中国語版）（ジェームズ・シン）、香港の実業家、元亜洲電視執行董事（* 1976年）[201]
- 8月18日 - テンダイ・ンドロ（英語版）、ジンバブエの元プロサッカー選手、元同国代表（* 1985年）[202]
- 8月19日（訃報発表日） - 谷渕潔、日本の政治家、元高知県物部村議会議員・議長（* 1930年?）[203]
- 8月19日 - 千百恵（中国語版）、中華民国（台湾）、中華人民共和国の歌手（* 1963年）[204]
- 8月19日 - ラザク・オモトヨッシ（英語版、フランス語版）、ナイジェリア出身のベナンの元プロサッカー選手、元ベナン代表（* 1985年）[205]
- 8月19日 - luz、日本の歌手（* 1993年）[206]
- 8月19日（訃報発表日） - 小口健一、日本のキーボーディスト、「KENSO」のメンバー（* 生年不明）[207]
- 8月20日 - ジェラール・シャリアン（英語版、フランス語版、アルメニア語版）、ベルギー出身のフランスの地政学者、軍事学者、年代記作家、詩人、翻訳家、冒険家、元フランス国立行政学院教員（* 1934年）[208]
- 8月20日（訃報発表日） - フランチェスコ・ムソット（英語版、イタリア語版）、イタリアの弁護士、政治家、元パレルモ県知事、元欧州議会議員、元チェファル市議会・シチリア州議会議員（* 1947年）[209]
- 8月20日 - 末次美沙緒、日本の女優（* 1954年）[210]
- 8月20日 - レヴァン・ガチェチラゼ（英語版、グルジア語版）、ソビエト連邦、ジョージアの実業家、政治家、元ジョージア議会議員、元トビリシ市議会議員（* 1964年）[211]